# Райнболд I фон Золмс-Кьонигсберг
Райнболд I фон Золмс-Кьонигсберг (на немски: Reinbold I von Solms-Königsberg; † 1279) е граф на Золмс-Кьонигсберг (1255 – 1273). През 1257 и отново през 1266 г. той се нарича граф фон Кунигесберг. 
Той е най-възрастният син на граф Марквард I фон Золмс († 1255) и съпругата му Кристина фон Изенбург-Кемпених († 9 май 1283), дъщеря на Ремболд фон Изенбург-Кемпених († ок. 1220) и Хедвиг фон Кемпених. Брат му Арнолд († 19 юли 1296) е епископ на Бамберг (1286 – 1296).

## Фамилия
Райнболд I се жени пр. 29 януари 1267 г. за Елизабет фон Вилденбург († сл. 25 април 1303). Те имат децата:
- Райнболд II († 1305/1308), граф на Золмс-Кьонигсберг, женен за Гизела фон Фалкенщайн († 1314), дъщеря на Филип II фон Фалкенщайн и вилдграфиня Гизела фон Кирбург
- Марквард III († 5 март 1346), граф на Золмс-Кьонигсберг, връзка с Кунигунда фон Льовенроде
- Герхард фон Золмс-Кьонигсберг	(† 10 декември 1322), каноник в Бон и Кьолн
- Аделхайд фон Золмс (†/fl 1300)